# Edvard Mirzoyan
Edvard Mik'aeli Mirzoyán (en armenio: Էդվարդ Միքայելի Միրզոյան; 12 de mayo de 1921 - 5 de octubre de 2012) fue un compositor armenio.
Mirzoyán nació en Gori, Georgia. Inicialmente fue educado en música en Ereván y se graduó en su Conservatorio Estatal de Komitas. Entre 1946 y 1948 permaneció en Moscú perfeccionando su arte. A finales de 1956, fue elegido presidente de la Unión de Compositores de Armenia, cargo que ocupó hasta 1991. Fue profesor de composición en el Conservatorio Estatal de Komitas, y presidente de la Fundación para la Paz de Armenia.
La producción compositiva de Mirzoyán es relativamente pequeña, pero muy distinguida, que combina el lirismo agraciado con intenso drama. Con su estructura formal y diseño tonal, su estilo ha sido descrito como neoclásico, con elementos de la canción folclórica armenia siempre presentes. String Quartet, Sonata para violonchelo, Sinfonía para cuerdas y timbales, y Epitafio para Orquesta de Cuerdas se han convertido en notables adiciones al repertorio.

## Filmografía
- Yot hndik tghaner (2007)
- Khachmeruki deghatune (1988)
- Tasnerku ughekitsner (1962)
- Pluzum (1960)